# Paul da Silva

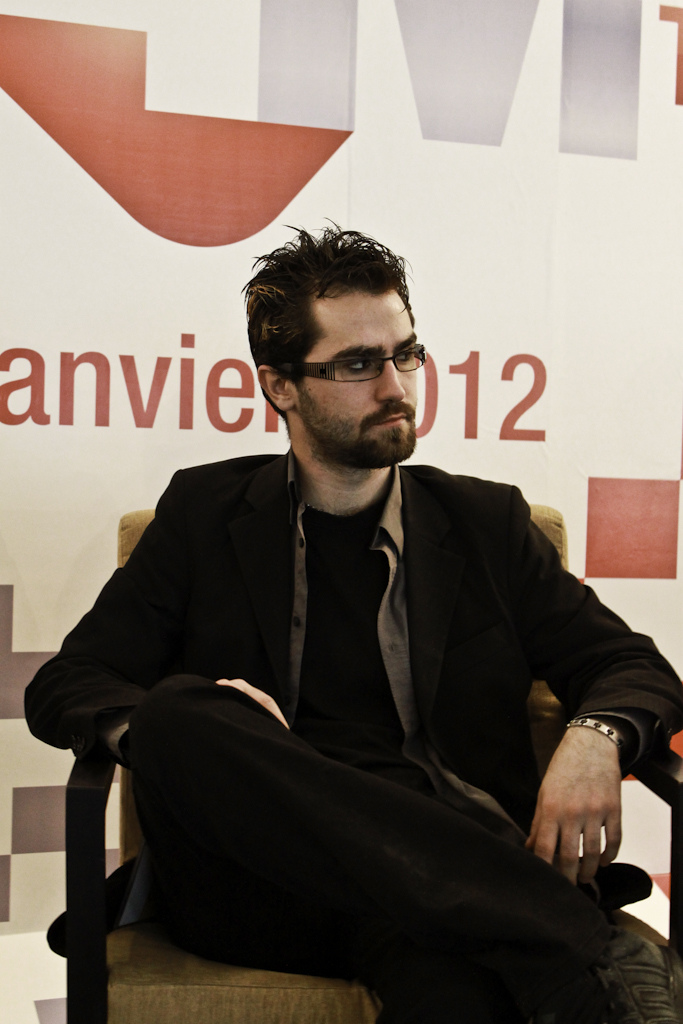
Paul da Silva (2012)

Paul da Silva (* 18. September 1987) ist ein französischer Politiker und ehemaliger Vorsitzender des Parti Pirate (PP). Er war 2011/2012 auch Beisitzer im Vorstand des internationalen Dachverbandes Pirate Parties International (PPI).

## Wirken
Da Silva wurde 2010 zum Parteisprecher berufen und löste im Oktober 2010 Florian Lauté in der Funktion als Parteivorsitzender ab. Im März 2011 wurde er als Besitzer in den Vorstand der PPI gewählt. Aufgrund innerparteilicher Meinungsverschiedenheiten trat am er 2. Mai 2011 als Parteivorsitzender und im Anschluss auch von seinem Beisitzeramt zurück. In seinem Amt als Vorsitzender der Parti Pirate folgte ihm Maxime Rouquet.
Beruflich arbeitet da Silva als Softwareentwickler bei CCM Benchmark.